# حروب إسرائيل

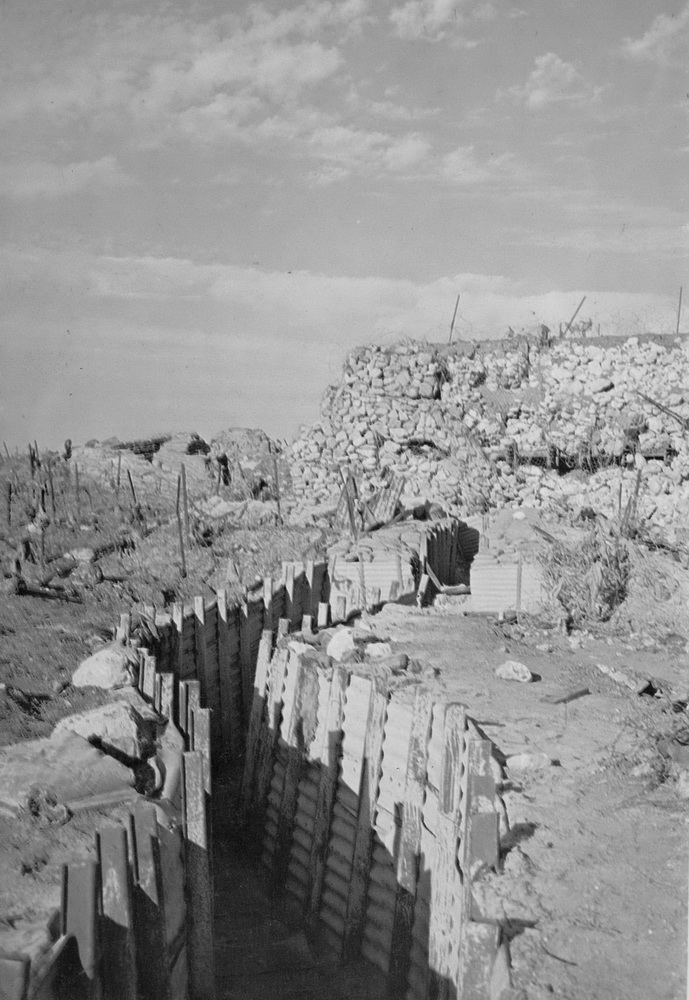
خط بارليف سلسلة من الحصون والطرق والمنشآت الخلفية أنشئها الإسرايليون ولقد امتدت هذه الدفاعات أكثر من 160 كم على طول الشاطئ الشرقي للقناة من بور فؤاد شمالا إلى رأس مسلة على خليج السويس، وبعمق 30-35 كم شرقاً.

منذ تأسيسها في عام 1948، خاضت إسرائيل سبع حروب وثلاث انتفاضات فلسطينية، وسلسلة من الصراعات المسلحة ضمن صراع أكبر بين العرب وإسرائيل.

## الحروب والصراعات
شاركت إسرائيل في عدد من الحروب والعمليات العسكرية كانت;
- حرب 1948 حرب نشبت في فلسطين بين كل من المملكة المصرية ومملكة الأردن ومملكة العراق وسورية ولبنان والمملكة العربية السعودية ضد المليشيات الصهيونية المسلحة في فلسطين والتي تشكلت من البلماخ والإرجون والهاجاناه والشتيرن والمتطوعون اليهود من خارج حدود الانتداب البريطاني على فلسطين.
- العدوان الثلاثي حرب شنتها كل من بريطانيا وفرنسا وإسرائيل على مصر في عام 1956م إثر قيام جمال عبد الناصر بتأميم قناة السويس. وكانت كل من بريطانيا وفرنسا قد اتفقتا مع إسرائيل على أن تقوم القوات الإسرائيلية بمهاجمة سيناء وحين يتصدى لها الجيش المصري تقوم بريطانيا وفرنسا بالتدخل وانزال قواتهما في منطقة قناة السويس ومحاصرة الجيش المصري.
- نكسة 1967 أو حرب حزيران أو حرب الأيام الستة هي حرب نشبت بين إسرائيل وكل من مصر وسوريا والأردن عام 1967، انتهت بانتصار إسرائيل واستيلائها على قطاع غزة والضفة الغربية وسيناء وهضبة الجولان. تعد حرب 1967 الحرب الثالثة ضمن سلسلة الصراع العربي الإسرائيلي وقد انتهت باستيلاء إسرائيل على كامل دولة فلسطين هذه المنطقة الجغرافية التي كانت السلطة القائمة عليها ما بين عام 1923 وحتى عام 1948 تحت الانتداب البريطاني وتدعو الأرض القائمة عليها فلسطين.[1] وكان نفوذ هذه السلطة يمتد على جميع أراضي فلسطين.
- حرب الاستنزاف (بالعبرية: מלחמת ההתשה) أو حرب الألف يوم كما أطلق عليها بعض الإسرائيليون. والاستنزاف هو مصطلح أطلقه الرئيس المصري الراحل جمال عبد الناصر على الحرب التي اندلعت بين مصر وإسرائيل على ضفتي قناة السويس. بدأت أحداثها عندما تقدمت المدرعات الإسرائيلية صوب مدينة بور فؤاد بهدف احتلالها يوم 1 يوليو، 1967، فتصدت لهل قوة من الصاعقة المصرية بنجاح فيما عرف بمعركة رأس العش. تصاعدت العمليات العسكرية خلال الأشهر التالية خاصة بعد مساندة العرب لدول المواجهة أثناء مؤتمر القمة العربية في الخرطوم، ورفض إسرائيل لقرار مجلس الأمن 242 الداعي لانسحاب إسرائيل من الأراضي العربية التي احتلها عقب انتصارها الخاطف على العرب خلال حرب يونيو.
- حرب أكتوبر هي الحرب العربية الإسرائيلية الرابعة التي شنتها كل من مصر وسوريا بدعم عربي عسكري مباشر وسياسي واقتصادي على إسرائيل عام 1973م. بدأت الحرب في يوم السبت 6 أكتوبر 1973 الموافق ليوم 10 رمضان 1393 هـ بهجوم مفاجئ من قبل الجيش المصري والجيش السوري على القوات الإسرائيلية التي كانت مرابطة في سيناء وهضبة الجولان. تعرف الحرب باسم حرب تشرين التحريرية في سورية فيما تعرف في إسرائيل باسم حرب يوم الغفران[2] (بالعبرية: מלחמת יום כיפור، ميلخمت يوم كيبور).
- نزاع جنوب لبنان 1978 (سمى رمزياً عملية الليطاني من قبل إسرائيل) وهو كان اسم عملية احتلال الجيش الإسرائيلي عام 1978 للبنان حتى نهر الليطاني. نجحت العملية عسكرياً حيث انسحبت قوات منظمة التحرير الفلسطينية شمال النهرِ. وقد أدت اعتراضات الحكومة اللبنانية إلى تكوين قوة حفظ سلام في جنوب لبنان (اليونيفيل) مع انسحاب إسرائيلي جزئي.
- حرب لبنان 1982 وتسمى أيضا بغزو لبنان أو ما أطلقت عليه إسرائيل اسم عملية السلام للجليل وعملية الصنوبر (بالعبرية: מבצע שלום הגליל، أو מבצע של"ג) هي حرب عصفت بلبنان فتحولت أراضيه إلى ساحة قتال بين منظمة التحرير الفلسطينية وسوريا وإسرائيل. ترجع أسباب هذه الحرب إلى عدد من الأحداث التي جرت في الشرق الأوسط خلال السنين التي سبقتها، من اتفاق القاهرة الذي نظم وجود الفصائل الفلسطينية المسلحة في لبنان، إلى الحرب الأهلية اللبنانية.
- الصراع في جنوب لبنان (1982-2000)، سنوات من قتال ومعارك بين المقاومة اللبنانية والفلسطينيين من جهة وقوى إسرائيل وحلفائها من جهة أخرى. بدأ الصراع كمحاولة من إسرائيل لطرد قوات التحرير الفلسطينية من لبنان وانتهت بانسحاب الجيش الإسرائيلي وانهيار جيش لبنان الجنوبي الحليف له. وبدأت المقاومة من قبل القوات الوطنية اللبنانية مثل الحزب الشيوعي وحركة أمل إلا أن نهايات الثمانينات أظهرت المقاومة الإسلامية المتمثلة ب حزب الله وجود فاعل وقوي بعد قيامه بعمليات فعالة وموجعة ضد الجيش الإسرائيلي وقوات جيش لبنان الجنوبي.
- الانتفاضة الفلسطينية الأولى أو انتفاضة الحجارة، سمّيت بهذا الاسم لأن الحجارة كانت الأداة الرئيسية فيها، كما عُرف الصغار من رماة الحجارة بأطفال الحجارة.[3] أستمر تنظيم الانتفاضة من قبل القيادة الوطنية الموحدة الفلسطينية ومنظمة التحرير الفلسطينية فيما بعد. بدأت الانتفاضة يوم 8 ديسمبر/كانون الأول 1987، وكان ذلك في جباليا، في قطاع غزة. ثمّ انتقلت إلى كل مدن وقرى ومخيّمات فلسطين.
- الانتفاضة الفلسطينية الثانية أو انتفاضة الأقصى، اندلعت في 28 سبتمبر 2000.[4] مرت مناطق الضفة الغربية وقطاع غزة خلالها بعدّة اجتياحات إسرائيلية منها عملية الدرع الواقي وأمطار الصيف. كان سبب اندلاعها دخول رئيس الوزراء الإسرائيلي «السابق» أرئيل شارون إلى باحة المسجد الأقصى برفقة حراسه، الأمر الذي دفع جموع المصلين إلى التجمهر ومحاولة التصدي له، فكان من نتائجه اندلاع أول أعمال العنف في هذه الانتفاضة.
- حرب تموز (حسب التسمية الشائعة في لبنان) أو حرب لبنان الثانية (حسب التسمية الإسرائيلية) والذي يسمى في بعض وسائل الإعلام العربية «الحرب الإسرائيلية على لبنان 2006» أو «العدوان الإسرائيلي على لبنان» وفي وسائل الإعلام الأجنبية «مواجهة إسرائيل-حزب الله 2006» هي العمليات القتالية التي بدأت في 12 تموز (يوليو) 2006 بين قوات من حزب الله اللبناني وقوات الجيش الإسرائيلي والتي استمرت 34 يوما في مناطق مختلفة من لبنان، خاصة في المناطق الجنوبية والشرقية وفي العاصمة بيروت، وفي شمالي إسرائيل، في مناطق الجليل، الكرمل ومرج ابن عامر. وكانت الحرب تؤثر على منطقة هضبة الجولان أيضا.
- الهجوم على غزة [5][6][7][7] عملية عسكرية ممتدة شنها الجيش الإسرائيلي على قطاع غزة في فلسطين من يوم 27 ديسمبر 2008 إلى 18 يناير 2009. تأتي العملية بعد انتهاء تهدئة دامت ستة أشهر كان قد تم التوصل إليها بين حركة المقاومة الإسلامية (حماس) من جهة وإسرائيل من جهة أخرى برعاية مصرية في يونيو 2008 [8]

- الحرب على غزة 2014 سميت بعملية الجرف الصامد من الجانب الإسرائيلية وبالعصف المأكول وفق الجانب الفلسطيني نزاع عسكري بين إسرائيل والفصائل الفلسطينية المسلحة في غزة بدأ في الثامن من يوليو 2014 واستمر لمدة 50 يوم تقريبا.
- الحرب على غزة 2021 (معركة سيف القدس، كما سمتها المقاومة الفلسطينية) أو (عملية حارس الأسوار) هو نزاع عسكري واسع النطاق بين المقاومة الفلسطينية وإسرائيل، لعبة حركة حماس الدور الأكبر في الحرب من جانب المقاومة الفلسطينية.بدأ هذا النزاع في 10 أيّار/مايو من عام 2021 , بعد الاعتداءات الإسرائيلية المستمرة في القدس، مع تحذير حركة حماس على لسان قائد جناحها العسكري محمد الضيف بأنَّ أمام الجيش الإسرائيلي ساعة للخروج من المسجد الأقصى وحي الشيخ جراح وإلَّا ستندلع الحرب، ومع انتهاء المهلة في تمام الساعة السادسة مساءً بدأت المقاومة الفلسطينيّة بإطلاق الصواريخ على شكل رشقات صاروخية مكثفة على إسرائيل وبعدها بدأت القوات الجوية الإسرائيلية بقصف قطاع غزة وهو ما تسبب ببدء الحرب. قُتِل أكثر من 200 فلسطيني كما قُتِل أكثر من 13 إسرائيليًا في الحرب التي انتهت في 21 أيّار/مايو من عام 2021 بهدنة بوسَاطة مصرية.
- طوفان الأقصى حرب مفاجئة شنتها حركة حماس علي المستوطنات الإسرائيلية المحاذية لقطاع غزة في 7 أكتوبر 2023 ردا علي إنتهاكات الجيش الإسرائيلي المستمرة بحق المواطنين الفلسطينيين في المسجد الأقصى و تعتبر هذه العملية أكبر كارثة في الأرواح مرت في تاريخ إسرائيل منذ حرب أكتوبر سنة 1973 و قد خسرت إسرائيل أكثر من ألف قتيل في أول ثلاثة أيام من بدء العملية.[9]